# منطق ریاضی
منطق ریاضی یا منطق جدید (به انگلیسی: Mathematical logic) شاخه‌ای از ریاضیات است که به پیوند ریاضی و منطق می‌پردازد.
ریشه‌های پیدایش این منطق به کارهای جوزپه پئانو ریاضی‌دان ایتالیایی و پیش از او لایب نیتز و لامبرت می‌رسد.
در سال‌های پایانی سدهٔ نوزدهم میلادی، با کارهای آگوستوس دمورگان، جرج بول، گوتلوب فرگه، برتراند راسل، دیوید هیلبرت و دیگران این علم به پیشرفت چشمگیری دست یافت.

## انگیزه و اهداف
تحقیقات علمی دربارهٔ منطق ریاضی، در پی بروز پرسش‌های نوین در بنیان‌های ریاضیات پدید آمد. به عنوان نمونه، فرگه می‌کوشید تا ریاضیات را بر پایهٔ اصول برآمده از منطق و نظریهٔ مجموعه‌ها قرار دهد. راسل، در حذف تناقضات ناشی از دستگاه منطق فرگه تلاش کرد و هدف هیلبرت نشان دادن این امر بود که «روش‌های مورد قبول عام در ریاضیات هرگاه که به‌طور همه‌جانبه، کلی نگرانه و به‌عنوان یک کل واحد، در نظر گرفته شود، به هیچ نوع تناقضی منجر نخواهد شد.» (این موضوع به برنامهٔ هیلبرت شهرت یافته است).

## کاربردها
روش‌ها و نتایج بدست‌آمده در منطق ریاضی، نه تنها در حلّ مسائل بنیانی موارد استفاده دارد، بلکه، در بسیاری از شاخه‌های دیگر ریاضیّات نظیر جبر، علوم کامپیوتر، هندسه و توپولوژی هم مورد بهره‌برداری قرار می‌گیرد.
منطق ریاضی امروزه در فلسفه تحلیلی، ریاضیات، زیست‌شناسی، زبانشناسی، جامعه‌شناسی، فیزیک، روان‌شناسی، روش‌شناسی، علوم کامپیوتری، علم اخلاق، هوش مصنوعی، متافیزیک و حقوق کاربرد دارد.